# Landkreis Büdingen
Der Landkreis Büdingen war ein deutscher Landkreis in Hessen. Zwischen 1852 und 1972 umfasste er den östlichen Teil der Wetterau und einige Gemeinden im Süden des Vogelsberges. Die Stadt Büdingen als Namensgeber war die Kreisstadt und der Verwaltungssitz des Gebietes.

## Geographie
Der Landkreis grenzte Anfang 1972 im Uhrzeigersinn im Nordwesten beginnend an die Landkreise Gießen, Alsfeld, Lauterbach, Gelnhausen, Hanau und Friedberg.

## Geschichte

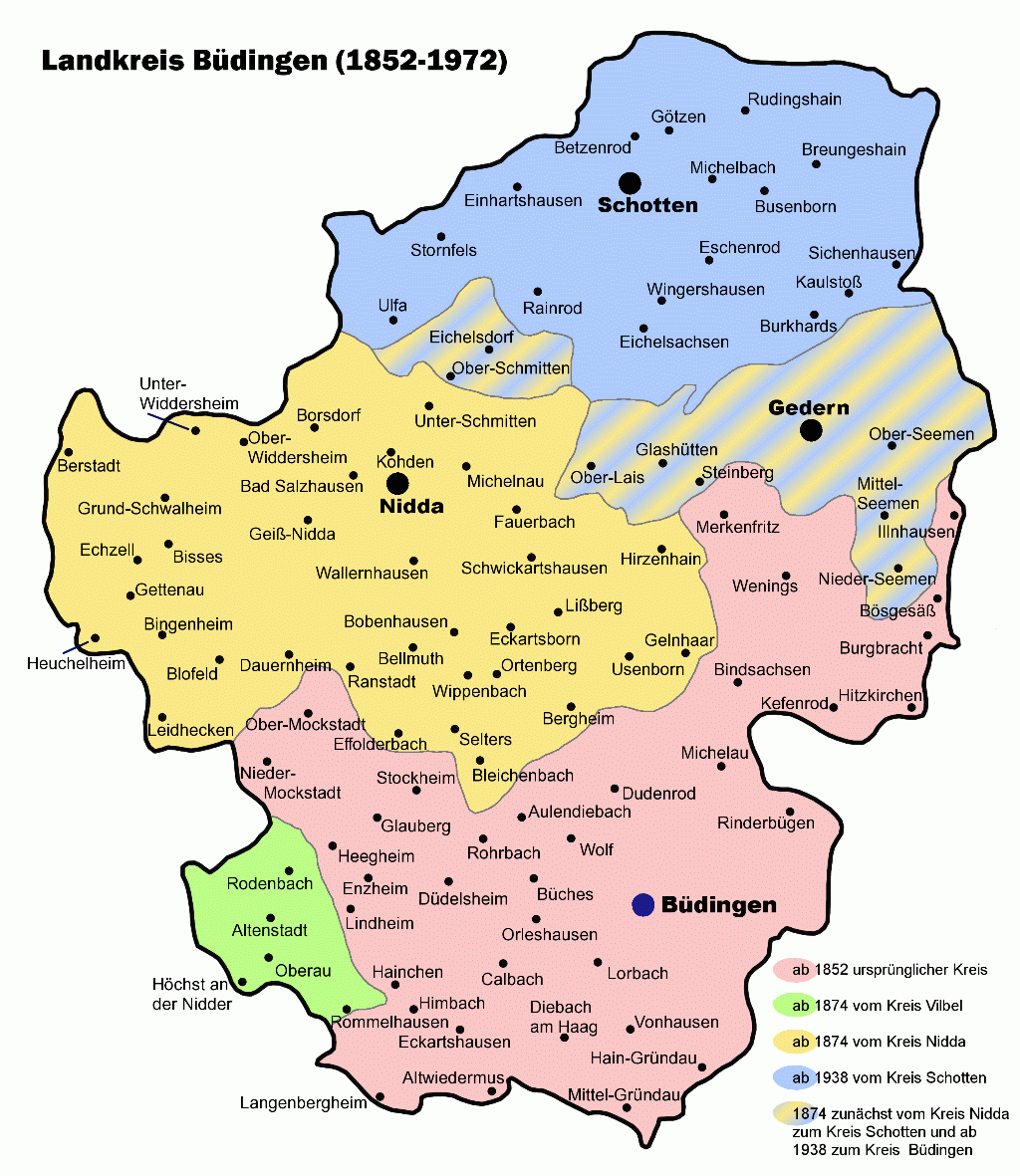
Übersichtskarte

### Vorgeschichte
Das Gebiet, das später den Kreis Büdingen bildete, war Anfang des 19. Jahrhunderts durch die Standesherrschaft Isenburg dominiert. Die Standesherren übten auch nach der Eingliederung ihrer Territorien in das Großherzogtum Hessen einen Teil der Hoheitsrechte im Bereich von Justiz und Verwaltung weiter aus. Das Großherzogtum war bestrebt, die in napoleonischer Zeit hinzugewonnenen, ganz unterschiedlichen Gebiete in den Staat zu integrieren. Dabei störten solche Sonderrechte selbstverständlich. 
1821 führte das Großherzogtum eine Justiz- und Verwaltungsreform durch. Dabei wurden Rechtsprechung und Verwaltung getrennt und alle Ämter aufgelöst. Für die bisher durch die Ämter wahrgenommenen Verwaltungsaufgaben wurden Landratsbezirke geschaffen, für die erstinstanzliche Rechtsprechung Landgerichte. Wegen der querliegenden Rechte der Standesherren dauerte der Umstrukturierungsprozess im Bereich des Amtes Büdingen länger, die Reform wurde 1822 vollzogen – allerdings unter Wahrung der standesherrlichen Vorrechte: Die Aufgaben, die das Amt Büdingen bisher in der Verwaltung wahrgenommen hatte, wurden auf den neu gebildeten Landratsbezirk Büdingen übertragen, das Amt Büdingen aufgelöst.
Die nächste Gebietsreform im Großherzogtum Hessen fand 1832 statt, wobei jeweils mehrere Landratsbezirke zu einem Kreis zusammengefasst wurden. Der politische Balance-Akt zwischen Standesherrschaft und Staat von 1822 wurde dabei nicht angetastet, so dass im standesherrlichen Gebiet der Fürsten und Grafen von Isenburg der Landratsbezirk Büdingen zunächst erhalten blieb. Erst mit der Revolution von 1848 im Großherzogtum Hessen wurden die dem staatlichen Gewalten- und Rechtsprechungsmonopol entgegenstehenden Vorrechte der Standesherren beseitigt. Der Landratsbezirk Büdingen wurde zunächst dem Regierungsbezirk Nidda eingegliedert. Als der Staat in der Reaktionsära 1852 scheinbar die vorrevolutionären Zustände wieder herstellte, achtete er aber darauf, dass die durch die Revolution an den Staat gelangten vormaligen hoheitlichen Rechte der Standesherren beim Staat verblieben. So wurde auf dem Gebiet des vormaligen Landratsbezirks Büdingen der Kreis Büdingen – analog der staatlichen Struktur im übrigen Land – 1852 neu gegründet.

### In Großherzogtum und Volksstaat
Der Kreis bestand zunächst aus dem ehemaligen Landgerichtsbezirk Büdingen (ohne Staden) und den Orten Enzheim, Glauberg, Hainchen und Lindheim.
Als 1874 im Zuge einer Verwaltungsreform die Kreise Nidda und Vilbel aufgelöst wurden, fiel der weitaus größte Teil des Kreises Nidda mit insgesamt 34 Gemeinden an Büdingen. Aus dem Altkreis Vilbel wurden fünf Gemeinden und die selbständige Gemarkung Engelthal in den Kreis Büdingen eingegliedert. Am 1. April 1900 wurde aus Teilen der Gemeinde Kohden die neue Gemeinde Bad Salzhausen gebildet. Die selbständige Gemarkung Engelthal gehörte seit den 1900er Jahren zur Gemeinde Altenstadt.
Das Ende des Großherzogtums und der Übergang auf den Volksstaat Hessen im Jahre 1918 änderten an dieser Zusammensetzung nichts. Am 31. Oktober 1924 wurde aus Teilen der Gemeinde Unter-Widdersheim die neue Gemeinde Grund-Schwalheim gebildet. Der Kreis Büdingen umfasste seitdem 76 Gemeinden, darunter die Städte Büdingen, Nidda und Ortenberg.
Am 1. Oktober 1938 wurden 26 Gemeinden des aufgelösten Kreises Schotten in den Kreis Büdingen eingegliedert. Mit Wirkung vom 1. Januar 1939 erhielten die Kreise in etlichen Ländern des Deutschen Reiches die Bezeichnung Landkreis, darunter auch die des Volksstaates Hessen, und der Kreis Büdingen wurde zum Landkreis Büdingen. 1942 wurde Kurt Janthur Landrat.

### Nach 1945
Am 1. April 1954 wurde aus Teilen der Gemeinde Borsdorf die neue Gemeinde Harb gebildet. Der Landkreis Büdingen umfasste seitdem 103 Gemeinden.
Im Rahmen der hessischen Gebietsreform wurden im Landkreis Büdingen ab dem Jahre 1970 zahlreiche Gemeinden fusioniert. Dabei entstanden am 1. Juli 1970 die neue Gemeinde Glauburg und am 31. Dezember 1971 die neue Gemeinde Limeshain. Der Landkreis Büdingen wurde außerdem mehrfach verkleinert:
- Am 31. Dezember 1970 wurde die Gemeinde Langenbergheim nach Hammersbach im Landkreis Hanau eingemeindet.
- Am 31. Dezember 1971 wurde die Gemeinde Berstadt nach Wölfersheim im Landkreis Friedberg eingemeindet.
- Ebenfalls am 31. Dezember 1971 wurden die Gemeinden Böß-Gesäß und Illnhausen nach Birstein im Landkreis Gelnhausen eingemeindet.
- Am 1. Februar 1972 wurden die Gemeinden Blofeld und Heuchelheim nach Reichelsheim im Landkreis Friedberg eingemeindet.
- Ebenfalls am 1. Februar 1972 wurde die Gemeinde Leidhecken nach Florstadt im Landkreis Friedberg eingemeindet.

Diese sowie weitere Eingemeindungen zur Vorbereitung der Gebietsreform verringerte die Zahl der Städte und Gemeinden des Landkreises Büdingen bis zum Juli 1972 auf nur noch 20.
Am 1. August 1972 kam mit dem Gesetz zur Neugliederung der Landkreise Büdingen und Friedberg das Ende des Landkreises Büdingen:
- Der größte Teil des Kreises wurden mit dem Landkreis Friedberg zum Wetteraukreis zusammengelegt, dessen Verwaltungssitz die Stadt Friedberg wurde.
- Die durch zahlreiche Eingemeindungen vergrößerte Stadt Schotten wurde dem neuen Vogelsbergkreis zugeordnet.[14]
- Die Gemeinde Altwiedermus wurde nach Ronneburg im Landkreis Hanau eingemeindet.
- Die beiden Gemeinden Hain-Gründau und Mittel-Gründau wurden in die Gemeinde Gründau im Landkreis Gelnhausen eingegliedert.

Hain-Gründau und Mittel-Gründau wollten trotz intensiver Bemühungen des damaligen Büdinger Bürgermeisters Willi Zinnkann nicht in die Stadt Büdingen eingemeindet werden; deren Bürgervertretungen zogen es vor, mit einigen Gemeinden des Landkreises Gelnhausen die Gemeinde Gründau zu bilden. Zwischen 1972 und der Gründung des Main-Kinzig-Kreises im Jahr 1974 wurden die Gemeinden Teil des Kreises Gelnhausen. Als Ausgleich für den „Verlust“ dieser zwei Orte wurde am 1. August 1972 die Gemeinde Wolferborn aus dem Landkreis Gelnhausen in die Stadt Büdingen und damit in den Wetteraukreis eingegliedert.

### Leitende Beamte
Kreisräte
- 1852–1872 Ludwig Follenius
- 1872–1877 Emil Kekulé
- 1877–1898 Alfred Klietsch
- 1898–1902 Heinrich Irle
- 1902–1920 Ernst Böckmann, ab 1917: Kreisdirektor

Kreisdirektoren
- 1920–1924 Ernst Werner
- 1924–1934 Emil Gaßner
- 1934–1940 Hans Vitus Becker[17], ab 1939: Landrat

Landräte
- 1946–1972 Letzter Landrat des Landkreises Büdingen war Kurt Moosdorf.

## Gebiets- und Einwohnerentwicklung
| Jahr | Einwohner | Fläche in km² | Quelle |
| ---- | --------- | ------------- | ------ |
| 1852 | 18.960    |               | [ 18 ] |
| 1900 | 39.032    | 491,22        | [ 7 ]  |
| 1910 | 40.827    | 491,61        | [ 7 ]  |
| 1933 | 44.648    |               | [ 19 ] |
| 1939 | 60.139    |               | [ 19 ] |
| 1950 | 88.308    |               | [ 19 ] |
| 1961 | 82.563    | 729,32        | [ 20 ] |
| 1970 | 88.101    | 723,02        | [ 21 ] |
| 1971 | 87.800    | 706,16        | [ 22 ] |

## Wappen und Flagge
Wappen

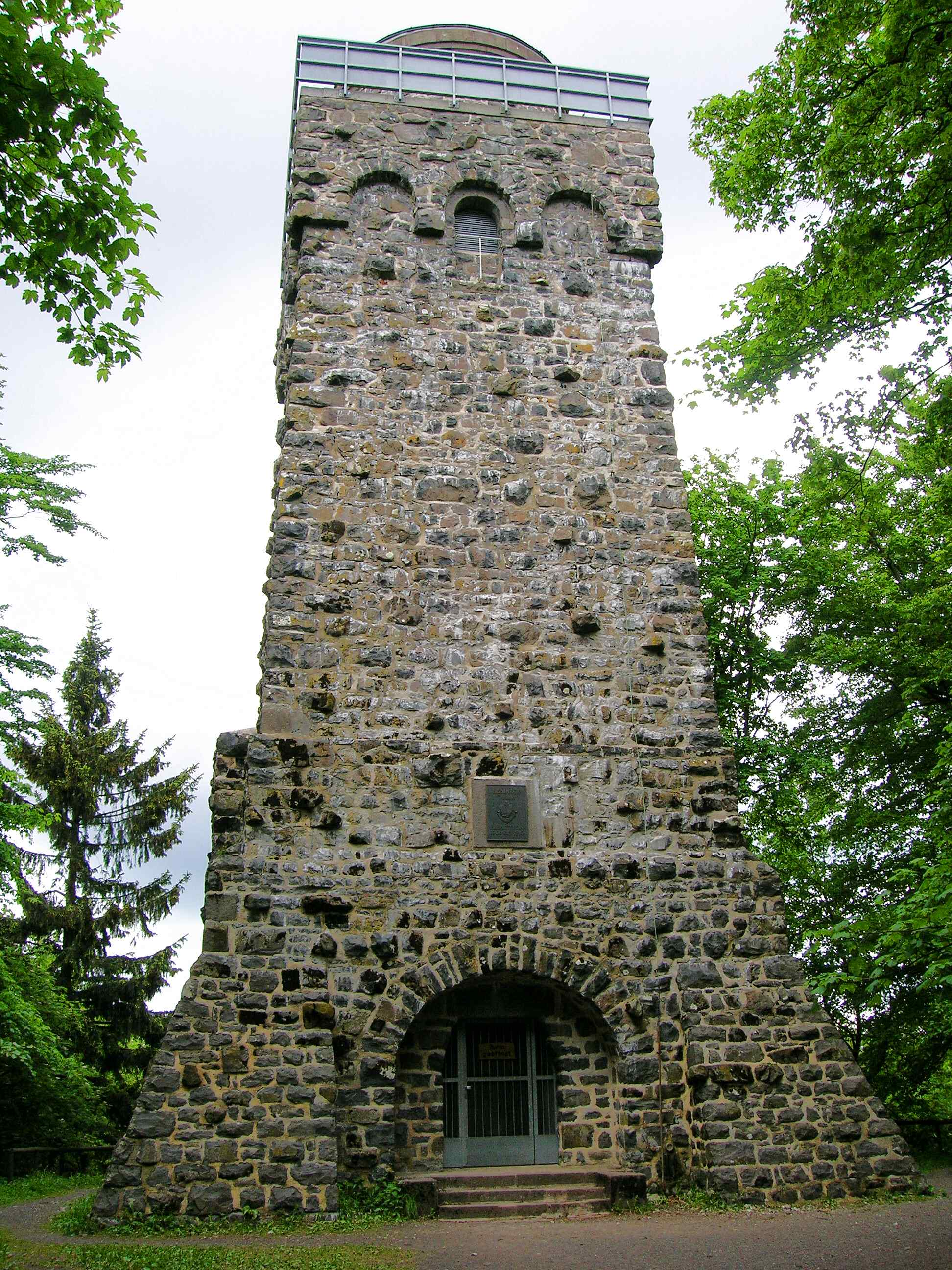
Bismarckturm auf dem Taufstein, die Vorlage für das Kreiswappen

Blasonierung: „In Blau auf rotem Berg ein gequaderter silberner Turm mit goldenem Tor.“
Das Recht zur Führung eins Wappens wurde dem Landkreis am 16. Juli 1952 durch den Hessischen Innenminister verliehen.
Gestaltet wurde es durch den Bad Nauheimer Pfarrer i. R. und Heraldiker Hermann Knodt.
Das Wappen des Kreises zeigt den bei Schotten stehenden Bismarckturm auf dem Taufstein, der höchsten Erhebung des Kreises. Der rote Berg soll den Herbstwald und den Vogelsberg versinnbildlichen. Die Farben des Wappens sind in den alten hessischen Farben blau-weiß-rot gehalten.
Flagge
Die Flagge wurde dem Landkreis am 26. August 1965 durch das Hessische Innenministerium genehmigt und wird wie folgt beschrieben:
Flaggenbeschreibung: „Auf breiter weißer Mittelbahn – beseitet von zwei schmalen roten Seitenbahnen – im oberen Teil aufgelegt das Kreiswappen.“

## Gemeinden
Auflistung der Städte (fett gedruckt) und weiteren Gemeinden gemäß Heimat-Jahrbuch von 1953:
| Kreis Büdingen ab 1852 - Altwiedermus3), Aulendiebach, Bindsachsen, Böß-Gesäß4), Büches, Büdingen, Burgbracht, Calbach, Diebach am Haag, Dudenrod, Düdelsheim, Eckartshausen, Enzheim*), Glauberg, Hainchen, Hain-Gründau5), Heegheim, Himbach, Hitzkirchen, Illnhausen4), Kefenrod, Langenbergheim6), Lindheim, Lorbach, Merkenfritz, Michelau, Mittel-Gründau5), Nieder-Mockstadt, Ober-Mockstadt, Orleshausen, Rinderbügen, Rohrbach, Stockheim, Vonhausen, Wenings, Wolf |
| Kreisreform 1874 - vom Kreis Nidda: Bad Salzhausen7), Bellmuth, Bergheim, Berstadt, Bingenheim, Bisses, Bleichenbach, Blofeld, Bobenhausen I, Borsdorf, Dauernheim, Echzell, Eckartsborn, Effolderbach, Fauerbach, Geiß-Nidda, Gelnhaar, Gettenau, Grund-Schwalheim8), Harb9), Heuchelheim, Hirzenhain, Kohden, Leidhecken, Lißberg, Michelnau, Nidda, Ober-Widdersheim, Ortenberg, Ranstadt, Schwickartshausen, Selters, Unter-Schmitten, Unter-Widdersheim, Usenborn, Wallernhausen, Wippenbach - vom Kreis Vilbel: Altenstadt, Höchst an der Nidder, Oberau, Rodenbach, Rommelhausen |
| Kreisreform 1938 - vom Kreis Schotten Betzenrod2), Breungeshain2), Burkhards2), Busenborn2), Eichelsachsen2), Eichelsdorf1), Einartshausen2), Eschenrod2), Gedern1), Glashütten1), Götzen2), Kaulstoß2), Michelbach2), Mittel-Seemen1), Nieder-Seemen1), Ober-Lais1), Ober-Schmitten1), Ober-Seemen1), Rainrod2), Rudingshain2), Schotten2), Sichenhausen2), Steinberg1), Stornfels, Ulfa, Wingershausen2) |

*) Enzheim verlor 1855 seine Selbständigkeit und wurde Ortsteil der Gemeinde Lindheim.
1) Am 1. Juli 1874 vom Kreis Nidda zum Kreis Schotten
2) Am 1. August 1972 als Teil der Stadt Schotten zum Vogelsbergkreis
3) Am 1. August 1972 zum Landkreis Hanau, seit dem 1. Juli 1974 im Main-Kinzig-Kreis
4) Am 31. Dezember 1971 zum Landkreis Gelnhausen, seit dem 1. Juli 1974 im Main-Kinzig-Kreis
5) Am 1. August 1972 zum Landkreis Gelnhausen, seit dem 1. Juli 1974 im Main-Kinzig-Kreis
6) Am 31. Dezember 1970 zum Landkreis Hanau, seit dem 1. Juli 1974 im Main-Kinzig-Kreis
7) Am 1. April 1900 aus Teilen von Kohden neugebildet
8) Am 31. Oktober 1924 aus Teilen von Unter-Widdersheim neugebildet
9) Am 1. April 1954 aus Teilen von Borsdorf neugebildet
Die Gemeinden ohne Fußnote 2, 3, 4, 5 oder 6 gingen am 1. August 1972 im Wetteraukreis auf.

## Kfz-Kennzeichen
Am 1. Juli 1956 wurde dem Landkreis bei der Einführung der bis heute gültigen Kfz-Kennzeichen das Unterscheidungszeichen BÜD zugewiesen. Es wurde bis zum 31. Juli 1972 ausgegeben. Seit dem 2. Januar 2013 ist es auf Wunsch wieder im Wetteraukreis erhältlich.